# Giuseppe Maria di Fürstenberg
Giuseppe Maria di Fürstenberg-Stühlingen (Donaueschingen, 9 gennaio 1758 – Donaueschingen, 24 giugno 1796) fu principe di Fürstenberg dal 1783 fino alla sua morte.

## Biografia

### Infanzia ed educazione
Giuseppe Maria era figlio del principe Giuseppe Venceslao di Fürstenberg e di sua moglie, la contessa Maria Giuseppa di Waldburg-Scheer-Trauchburg. Compì i propri primi studi presso l'Università di Strasburgo e poi presso l'Accademia dei Cavalieri di Torino.

### Principe di Fürstenberg-Fürstenberg
Per l'improvvisa morte del padre, nel 1783 venne chiamato ad assumere le redini del governo del principato di famiglia, preferendo una direzione austera al disinteresse del padre per gli affari di stato. Diversamente dalla maggior parte dei suoi predecessori, Giuseppe Maria non prese mai una linea diplomatica o militare ufficiale e mantenne la pace entro i confini dei propri domini.

### Matrimoni e morte
Per assicurare la successione al trono paterno, il 25 novembre 1772 gli venne proposto di sposarsi con la principessa Maria Teresa, figlia del principe Alessandro Ferdinando di Thurn und Taxis, ma nel mese di aprile del 1776 Maria Teresa preferì tornare da suo padre il quale, accertatosi che il matrimonio non era stato ancora consumato, prese la decisione di promuovere la causa di annullamento del matrimonio per l'infelicità della figlia.
Il 15 gennaio 1778 Giuseppe Maria si risposò con Maria Antonia, figlia del principe Giuseppe Federico Guglielmo di Hohenzollern-Hechingen, dalla quale ad ogni modo non ebbe figli e come tale alla sua morte gli succedette il fratello minore Carlo Gioacchino.

## Amante della musica
Come suo padre, Giuseppe Maria era un grande amante della musica nonché "pianista di talento", mentre sua moglie era nota come "valente soprano". La coppia fu sempre legata alla famiglia Mozart e promosse largamente opere intese a favorire lo sviluppo dello studio della musica nel principato, convertendo nel 1784 l'ex Scuola di Equitazione di corte a Donaueschingen in teatro di corte con circa 500 posti a sedere, dove vennero eseguite alcune delle opere di Mozart stesso.